# 8.8 cm KwK 43

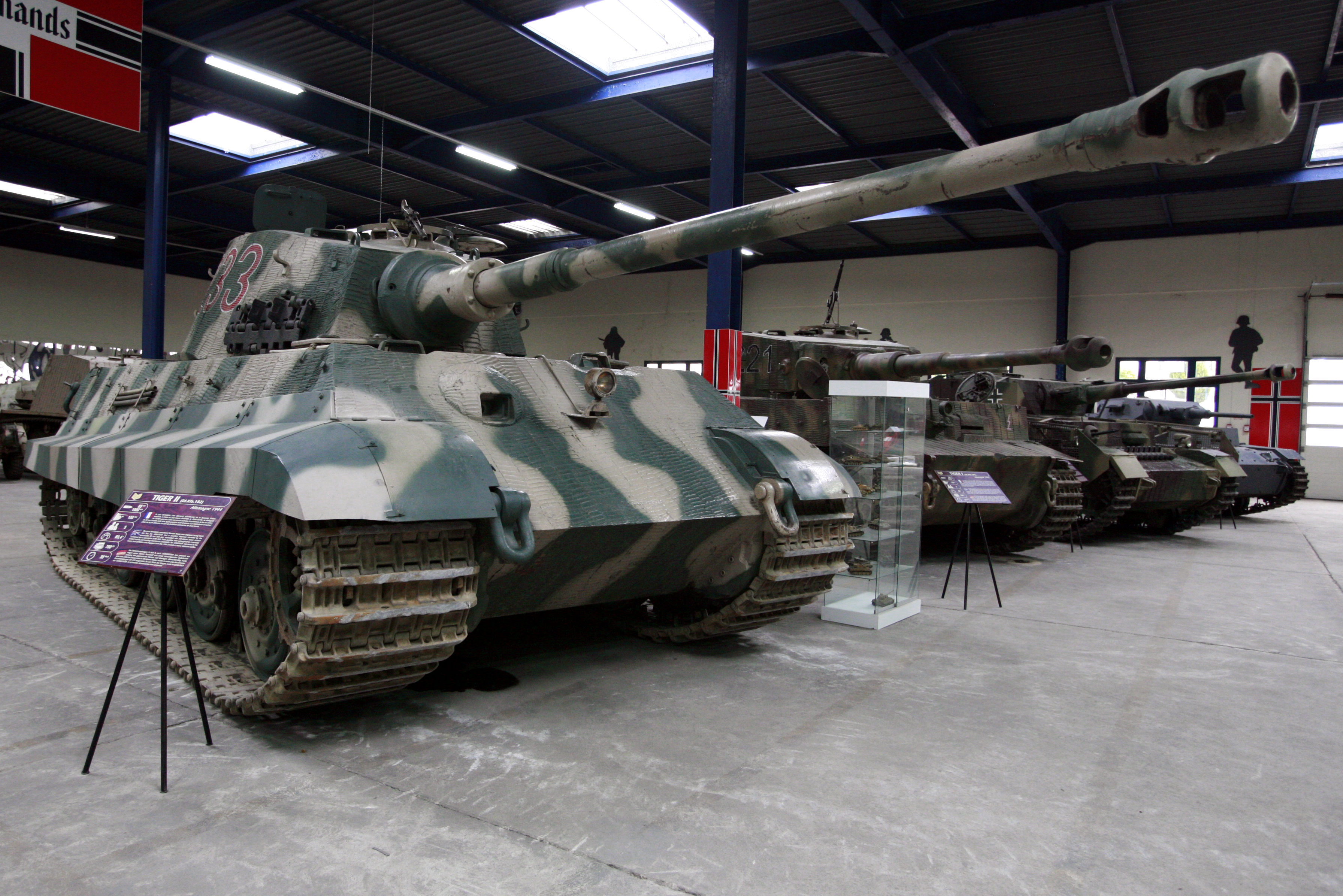
Un Tiger II înarmat cu tunul 8.8 cm KwK 43, păstrat la Musée des Blindés.

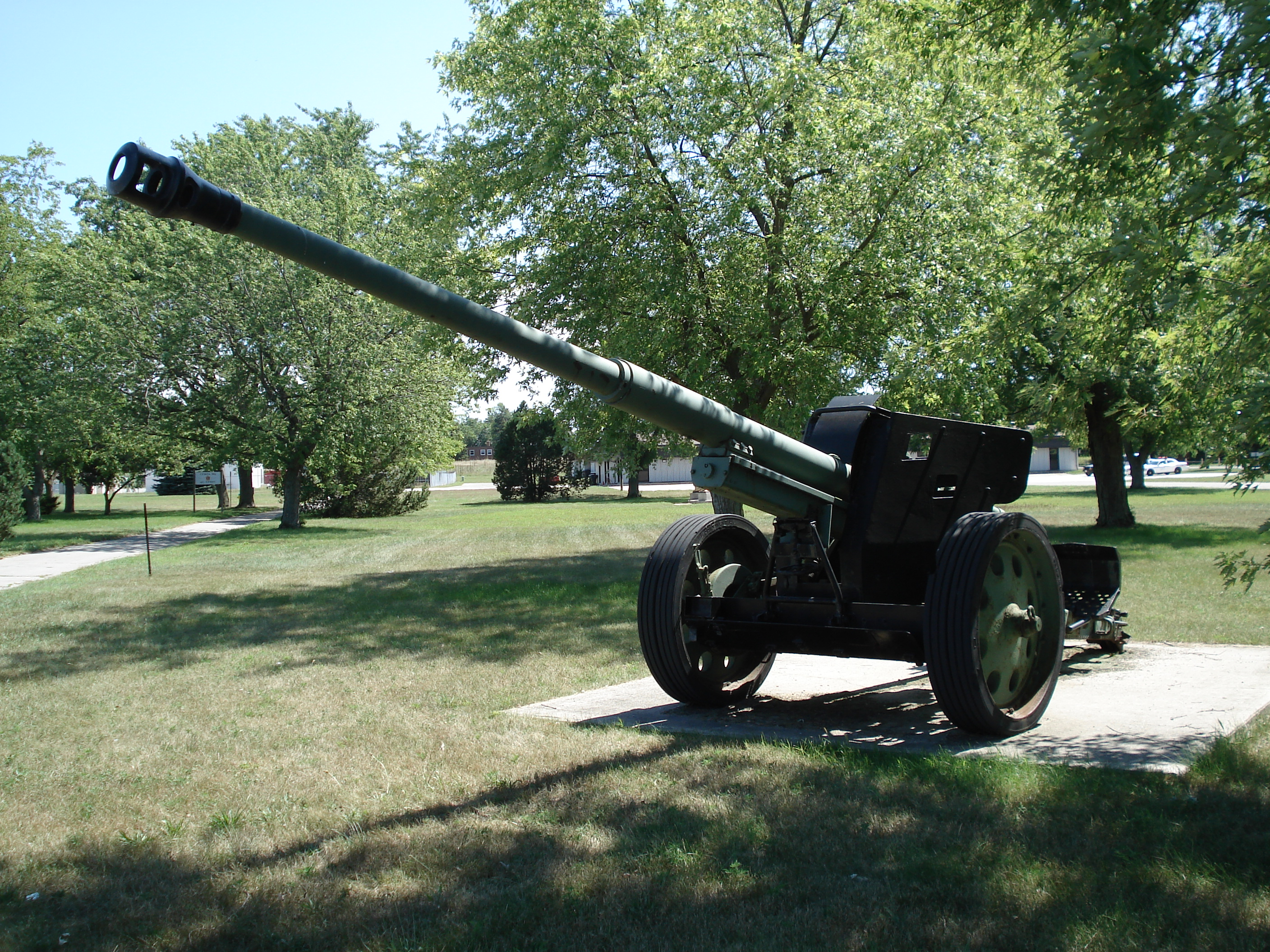
PaK 43/41 expus în CFB Borden.

KwK 43 L/71(Kampfwagenkanone-tun pentru vehicule de luptă) a fost un tun de 8.8 cm proiectat de Krupp și folosit de Wehrmacht, în timpul celui de-Al Doilea Război Mondial. A fost armamentul principal de pe tancul Tiger II.
Versiunea Anti-Tanc a fost cunoscută sub numele de PaK 43. Apelativul PaK a fost folosit la denumirea tuturor tunurilor montate în varii vehicule blindate precum Jagdpanther, Hornisse/Nashorn și Ferdinand/Elefant. Nashorn a fost primul vehicul care a fost echipat cu versiunea tunului KwK/PaK 43. Seria a inclus:PaK 43 (afet în formă de cruce), PaK 43/41 (două roți și afet bifleș), PaK 43/1 (Nashorn), PaK 43/2 (Ferdinand/Elefant), PaK 43/3 and 43/4 (Jagdpanther) și KwK 43 (Tiger II).

## Proiectare
Cu o lungime de 6.24 m, țeava tunului KwK 43 era cu 1.3 metri mai lungă decât cea a tunului 8.8 cm KwK L/56 montat pe Tiger I. Proiectilul era mult mai lung (822 mm) și mai lat decât cel folosit de KwK36, permițând introducerea unei cantități de pulbere mult mai mari. Toate tunurile din seria PaK/KwK 43 puteau folosi aceeași muniție.
KwK 43 și PaK 43 au fost fabricate inițial cu țevi monobloc, dar din cauza vitezei proiectilului și presiuni mari a gazelor, uzarea țevii era o problemă. Pentru a rezolva problema proiectul fost schimbat astfel încât să includă o țeavă din două bucăți. Noua metodă de construcție nu avea impact asupra performanței tunului dar a permis înlocuirea unei țevi uzate mult mai rapid și ușor.
Presiunea crescută a determinat proiectarea unui nou proiectil perforant, unul care să reziste la presiunea mare. Astfel rezultă proiectilul PzGr.39/43 APCBC-HE care, în afară de benzile de ghidaj mai late, era identic cu vechiul proiectil de 10.2 kilograme PzGr.39-1 APCBC-HE folosit de tunurile K36 și PaK43. Aceste benzi de ghidaj mai late au mărit greutatea proiectilului la 10.4..
Cu toate acestea, până la tranziția completă la noul proiectil PzGr.39/43, aveau să se folosească vechile proiectile PzGr.39-1 pentru tunurile KwK & PaK 43, dar numai dacă tunul nu a fost folosit peste limita maximă de 500 lovituri. Peste aceasta, uzura țevi combinată cu benzile înguste de ghidare ar duce la o pierdere de presiune. Odată cu introducerea noului proiectil PzGr.39/43 echipajele puteau să tragă fără nici o restricție până la uzarea țevii.

## Muniție

### PzGr. 39/43 APCBC-HE
- Tip: Proiectil Perforant# APCBC-HE
- Greutatea proiectilului: 10.4 kg (22.92 lbs)
- Viteză inițială: 1,000 m/s (3,281 ft/s)

| Distanță m | Penetraren mm | Probabilitatea de a lovi o țintă de 2.5 m x 2 m în procente | Probabilitatea de a lovi o țintă de 2.5 m x 2 m în procente |
| Distanță m | Penetraren mm | Antrenament                                                 | Luptă                                                       |
| ---------- | ------------- | ----------------------------------------------------------- | ----------------------------------------------------------- |
| 100        | 202           | 100                                                         | 100                                                         |
| 500        | 185           | 100                                                         | 100                                                         |
| 1000       | 165           | 100                                                         | 85                                                          |
| 1500       | 148           | 95                                                          | 61                                                          |
| 2000       | 132           | 85                                                          | 43                                                          |
| 2500       | n/a           | 74                                                          | 30                                                          |
| 3000       | n/a           | 61                                                          | 23                                                          |
| 3500       | n/a           | 51                                                          | 17                                                          |
| 4000       | n/a           | 42                                                          | 13                                                          |

### PzGr. 40/43 APCR
- Tip: Proiectil#Proiectil Perfornat Subcalibru
- Greutatea Proiectilului: 7.3 kg (16 lbs)
- Viteză inițială: 1,130 m/s (3,707 ft/s)

| Distanță m | Penetrare mm | Probabilitatea de a lovi o țintă de 2.5 m x 2 m în procente | Probabilitatea de a lovi o țintă de 2.5 m x 2 m în procente |
| Distanță m | Penetrare mm | Antrenament                                                 | Luptă                                                       |
| ---------- | ------------ | ----------------------------------------------------------- | ----------------------------------------------------------- |
| 100        | 238          | 100                                                         | 100                                                         |
| 500        | 217          | 100                                                         | 100                                                         |
| 1000       | 193          | 100                                                         | 89                                                          |
| 1500       | 171          | 97                                                          | 66                                                          |
| 2000       | 153          | 89                                                          | 47                                                          |
| 2500       | n/a          | 78                                                          | 34                                                          |
| 3000       | n/a          | 66                                                          | 25                                                          |

### Gr. 39/3 HL (HEAT)
- Greutatea Proiectilului: 7.65 kg (17 lbs)
- Viteză inițială: 600 m/s (1,968 ft/s)
- Penetrare: 90 mm